# Richard E. Grant
Richard E. Grant, født Richard Grant Esterhuysen (5. maj 1957) er en engelsk skuespiller, filminstruktør og manuskriptforfatter fra Swaziland.

## Filmografi i udvalg

### Film
| År   | Titel                               | Rolle                         | Noter                             |
| ---- | ----------------------------------- | ----------------------------- | --------------------------------- |
| 1987 | Withnail and I                      | Withnail                      |                                   |
| 1987 | Hidden City                         | Brewster                      |                                   |
| 1989 | How to Get Ahead in Advertising     | Denis Dimbleby Bagley         |                                   |
| 1989 | Warlock                             | Giles Redferne                |                                   |
| 1990 | Mountains of the Moon               | Larry Oliphant                |                                   |
| 1990 | Killing Dad                         | Ali Berg                      |                                   |
| 1990 | Henry & June                        | Hugo Guiler                   |                                   |
| 1991 | L.A. Story                          | Roland Mackey                 |                                   |
| 1991 | Hudson Hawk                         | Darwin Mayflower              |                                   |
| 1992 | The Player                          | Tom Oakley                    |                                   |
| 1992 | Bram Stoker's Dracula               | Dr. Jack Seward               |                                   |
| 1993 | The Age of Innocence                | Larry Lefferts                |                                   |
| 1993 | Franz Kafka's It's a Wonderful Life | Franz Kafka                   | Kort del                          |
| 1994 | Prêt-à-Porter                       | Cort Romney                   |                                   |
| 1995 | Jack and Sarah                      | Jack                          |                                   |
| 1996 | The Cold Light of Day               | Victor Marek                  |                                   |
| 1996 | The Portrait of a Lady              | Lord Warburton                |                                   |
| 1996 | Twelfth Night: Or What You Will     | Sir Andrew Aguecheek          |                                   |
| 1997 | The Serpent's Kiss                  | James Fitzmaurice             |                                   |
| 1997 | Keep the Aspidistra Flying          | Gordon Comstock               |                                   |
| 1997 | Food of Love                        | Alex Salmon                   |                                   |
| 1997 | Spice World                         | Clifford                      |                                   |
| 1998 | St. Ives                            | Major Farquhar Chevening      |                                   |
| 1999 | The Match                           | Gorgeous Gus                  |                                   |
| 2000 | The Miracle Maker                   | John the Baptist              | Stemme                            |
| 2000 | The Little Vampire                  | Frederick Sackville-Bagg      |                                   |
| 2001 | Hildegarde                          | Wolf                          |                                   |
| 2001 | Gosford Park                        | George                        |                                   |
| 2003 | Monsieur N.                         | Hudson Lowe                   |                                   |
| 2003 | Bright Young Things                 | Father Rothschild             |                                   |
| 2004 | Tooth                               | Jarvis Jarvis                 |                                   |
| 2004 | The Story of an African Farm        | Bonaparte Blenkins            |                                   |
| 2005 | Wah-Wah                             | N/A                           | Manuskriptforfatter og instruktør |
| 2005 | Corpse Bride                        | Lord Barkis Bittern           | Stemme                            |
| 2005 | Colour Me Kubrick                   | Jasper                        |                                   |
| 2006 | Garfield: A Tail of Two Kitties     | Preston                       | Voice                             |
| 2006 | Penelope                            | Franklin Wilhern              |                                   |
| 2007 | Always Crashing in the Same Car     | James Booth                   |                                   |
| 2008 | Filth and Wisdom                    | Professor Flynn               |                                   |
| 2008 | The Garden of Eden                  | Colonel Philip Boyle          |                                   |
| 2009 | Cuckoo                              | Professor Julius Greengrass   |                                   |
| 2009 | Love Hurts                          | Ben Bingham                   |                                   |
| 2010 | Jackboots on Whitehall              | Campbell Babbitt              | Voice                             |
| 2010 | 1st Night                           | Adam Drummond                 |                                   |
| 2010 | The Nutcracker in 3D                | Father                        |                                   |
| 2010 | The Man Who Married Himself         | Oliver                        |                                   |
| 2011 | The Last Fashion Show               | Federico Marinoni             |                                   |
| 2011 | Foster                              | Mr Potts                      |                                   |
| 2011 | Horrid Henry: The Movie             | Vic Van Wrinkle               |                                   |
| 2011 | How to Stop Being a Loser           | Ian                           |                                   |
| 2011 | The Iron Lady                       | Michael Heseltine             |                                   |
| 2012 | Zambezia                            | Cecil                         | Voice                             |
| 2012 | Kath & Kimderella                   | Alain                         |                                   |
| 2013 | About Time                          | Advokat i skuespil            | Ukrediteret cameo                 |
| 2013 | Khumba                              | Bradley                       | Stemme                            |
| 2013 | Dom Hemingway                       | Dickie Black                  |                                   |
| 2014 | Queen and Country                   | Major Cross                   |                                   |
| 2016 | Jackie                              | William Walton                |                                   |
| 2016 | Their Finest                        | Roger Swain                   |                                   |
| 2017 | Logan                               | Zander Rice                   |                                   |
| 2017 | The Hitman's Bodyguard              | Mr. Seifert                   |                                   |
| 2018 | Can You Ever Forgive Me?            | Jack Hock                     |                                   |
| 2018 | The Nutcracker and the Four Realms  | Shiver                        |                                   |
| 2019 | Palm Beach                          | Billy                         |                                   |
| 2019 | Star Wars: The Rise of Skywalker    | Allegiant General Enric Pryde |                                   |
| 2020 | Robin Robin                         | Magpie                        | Stemme; Short subject             |
| 2021 | Earwig and the Witch                | The Mandrake                  | Stemme; engelsk dub               |
| 2021 | The Spine of Night                  | The Guardian                  | Stemme                            |
| 2021 | Hitman's Wife's Bodyguard           | Mr. Seifert                   |                                   |
| 2021 | Everybody's Talking About Jamie     | Hugo Battersby/Loco Chanelle  |                                   |
| 2022 | Persuasion                          | Sir Walter Elliot             |                                   |
| 2023 | The Lesson                          | J.M. Sinclair                 |                                   |
| 2023 | Saltburn                            | Sir James                     |                                   |
| 2024 | Argylle                             | Fowler                        | Cameo                             |
| 2025 | Wildwood                            | Roger Swindon/Elgen           | Stemme; i produktion              |
| TBA  | Death of a Unicorn                  |                               | Post-production                   |
| TBA  | Nuremberg                           | David Maxwell Fyfe            | Post-production                   |
| TBA  | Savage House                        |                               | Post-production                   |
| TBA  | The Thursday Murder Club            |                               | Filming                           |

### Tv
| År          | Titel                                       | Rolle                                      | Noter                                |
| ----------- | ------------------------------------------- | ------------------------------------------ | ------------------------------------ |
| 1983        | Sweet Sixteen                               | Anton                                      | Episode: "Episode Six"               |
| 1985 – 1989 | Screen Two                                  | Moonee Livingstone/David Dunhill           | 2 episoder                           |
| 1988        | Codename: Kyril                             | Sculby                                     | 4 episoder                           |
| 1988        | Diebe in der Nacht                          | Joseph                                     | Television film                      |
| 1993        | Great Performances: Suddenly Last Summer    | George Holly                               | Television special                   |
| 1993        | The Legends of Treasure Island              | Long John Silver                           | Stemme 8 episoder                    |
| 1994        | Absolutely Fabulous                         | Justin                                     | Episode: "Hospital"                  |
| 1994        | Hard Times                                  | James Harthouse                            | 3 episoder                           |
| 1996        | Karaoke                                     | Nick Balmer                                | 4 episoder                           |
| 1996        | Cold Lazarus                                | Nick Balmer                                | 2 episoder                           |
| 1997        | A Royal Scandal                             | George IV                                  | Tv-film                              |
| 1997 – 1998 | Captain Star                                | Captain Jim Star                           | Stemme 14 episoder                   |
| 1999 – 2000 | The Scarlet Pimpernel                       | Sir Percy Blakeney / The Scarlet Pimpernel | 6 episoder                           |
| 1999        | Doctor Who and the Curse of Fatal Death     | The Conceited Doctor                       | Tv-sepcial                           |
| 1999        | Let Them Eat Cake                           | Monsieur Vigée-Lebrun                      | Episode: "The Portrait"              |
| 1999        | Trial & Retribution III                     | Stephen Warrington                         | 2 episoder                           |
| 1999        | A Christmas Carol                           | Bob Cratchit                               | Television film                      |
| 2002        | Sherlock: Case of Evil                      | Mycroft Holmes                             | Tv-film                              |
| 2002        | The Hound of the Baskervilles               | Jack Stapleton                             | Tv-film                              |
| 2003        | Posh Nosh                                   | Simon Marchmont                            | 8 episodes                           |
| 2004        | Frasier                                     | Stephen Moon                               | Episode: "Goodnight, Seattle"        |
| 2004        | 90 Days in Hollywood                        | Fortæller                                  | Stemme Dokumentar                    |
| 2004        | The Story of Bohemian Rhapsody              | Fortæller                                  | Stemme Dokumentar                    |
| 2005        | Home Farm Twins                             | Paul Baker                                 | Unknown episodes                     |
| 2006        | That'll Teach 'Em: Boys Versus Girls        | Fortæller                                  | Stemme 5 episoder                    |
| 2006        | Above and Beyond                            | Don Bennett                                | 2 episoder                           |
| 2007        | Agatha Christie's Marple                    | Raymond West                               | Episode: "Nemesis"                   |
| 2007        | Dalziel and Pascoe                          | Lee Knight                                 | Episode: "Demons on Our Shoulders"   |
| 2007        | Roald Dahl's Revolting Rule Book            | Sig selv                                   | Tv special                           |
| 2008        | Mumbai Calling                              | Benedict T. Harlow                         | Episode: "Good Sellers"              |
| 2009        | Freezing                                    | Richard                                    | Episode #1.1                         |
| 2011        | The Crimson Petal and the White             | Dr Curlew                                  | 4 episoder                           |
| 2011        | Rab C. Nesbitt                              | Chingford Steel                            | Episode: "Broke"                     |
| 2011        | Rev.                                        | Marcus                                     | Episode #2.5                         |
| 2012 – 2014 | Richard E. Grant's Hotel Secrets            | Sig selv (vært)                            | 14 episoder                          |
| 2012        | Playhouse Presents                          | Stephen / Tony                             | Episode: "The Other Woman"           |
| 2012        | The Fear                                    | Seb Whiting                                | 3 episoder                           |
| 2012        | The History of Safari with Richard E. Grant | Sig selv (vært)                            | Television documentary               |
| 2012 – 2013 | Doctor Who                                  | Dr Simeon / The Great Intelligence         | 3 episoder                           |
| 2013        | The Riviera: A History in Pictures          | Sig selv (vært)                            | 2 episoder                           |
| 2014        | Girls                                       | Jasper                                     | 4 episoder                           |
| 2014        | Downton Abbey                               | Simon Bricker                              | 4 episoder                           |
| 2014        | Psychobitches                               | Matthew Hopkins                            | Episode #2.6                         |
| 2015        | Dig                                         | Ian Margrove                               | 9 episoder                           |
| 2015        | Wellington: The Iron Duke Unmasked          | Wellington                                 | Tv-serie                             |
| 2015        | Jekyll and Hyde                             | Sir Roger Bulstrode                        | 9 episoder                           |
| 2016        | Game of Thrones                             | Izembaro                                   | 3 episoder                           |
| 2016        | The Last Dragonslayer                       | Dragon                                     | Stemme Television film               |
| 2018        | Hang Ups                                    | Leonard Conrad                             | 5 episoder                           |
| 2019        | A Series of Unfortunate Events              | The Man with a Beard but No Hair           | 3 episodes                           |
| 2019–2022   | Tuca & Bertie                               | Holland                                    | Stemme 9 episoder                    |
| 2020        | Dispatches from Elsewhere                   | Octavio Coleman                            | 10 episoder                          |
| 2021        | Agatha and Poirot: Partners in Crime        | Sig selv (vært)                            | Tv dokumentardocumentary             |
| 2021        | Loki                                        | Classic Loki                               | 2 episoder                           |
| 2021        | Write Around the World                      | Sig selv (vært)                            | 3 episoder                           |
| 2021        | Blankety Blank                              | Himself/panellist                          | Episode: "Christmas Special"         |
| 2021–2023   | Moley                                       | The Gardener                               | Voice 8 episodes                     |
| 2021–2024   | The Outlaws                                 | The Earl                                   | 4 episodes                           |
| 2022        | Suspect                                     | Harry                                      | 8 episodes                           |
| 2024        | RuPaul's Drag Race: UK vs. the World        | Sig selv (gæstedommer)                     | Sæson 2                              |
| 2024        | Doctor Who                                  | The Doctor                                 | Episode: "Rogue" (ukrediteret cameo) |
| 2024        | The Franchise                               | Peter                                      | Kommende serie                       |

### Computerspil
| År   | Titel                    | Rolle | Noter  |
| ---- | ------------------------ | ----- | ------ |
| 2020 | Sackboy: A Big Adventure | Vex   | Stemme |

### Andet
| År   | Titel                                             | Rolle         | Noter                      |
| ---- | ------------------------------------------------- | ------------- | -------------------------- |
| 2003 | Doctor Who: Scream of the Shalka                  | The Doctor    | Animeret serie             |
| 2007 | George's Marvellous Medicine                      | Fortæller     | Lydbog                     |
| 2007 | The Pillars of the Earth                          | Fortæller     | Lydbog                     |
| 2007 | World Without End                                 | Fortæller     | Lydbog                     |
| 2008 | My Fair Lady                                      | Henry Higgins | Theatre Royal, Sydney      |
| 2010 | "This City"                                       | Human cyborg  | The Chemists musikvideo    |
| 2011 | Conqueror                                         | Fortæller     | Lydbog                     |
| 2013 | Fuck: An Irreverent History of the F-Word         | Fortæller     | Lydbog                     |
| 2013 | The Murder at the Vicarage: A Miss Marple Mystery | Fortæller     | Lydbog                     |
| 2017 | My Fair Lady                                      | Henry Higgins | Lyric Opera of Chicago     |
| 2023 | The Wombles                                       | Fortæller     | Lydbog (forkortet version) |

### Turnéer
- An Evening with Richard E Grant (2022) Australien
- An Evening with Richard E Grant (2023) Storbritannien